# Rournatec ozdobný
Rournatec ozdobný (Spirobranchus giganteus) je mnohoštětinatec z řádu rournatců vyskytující se v oblasti Tichého oceánu a Indického oceánu, který má velice zvláštní tvar těla připomínající vánoční stromek, od kterého dostal v angličtině i svůj název – tzv. Christmas Tree Worm.

## Vzhled

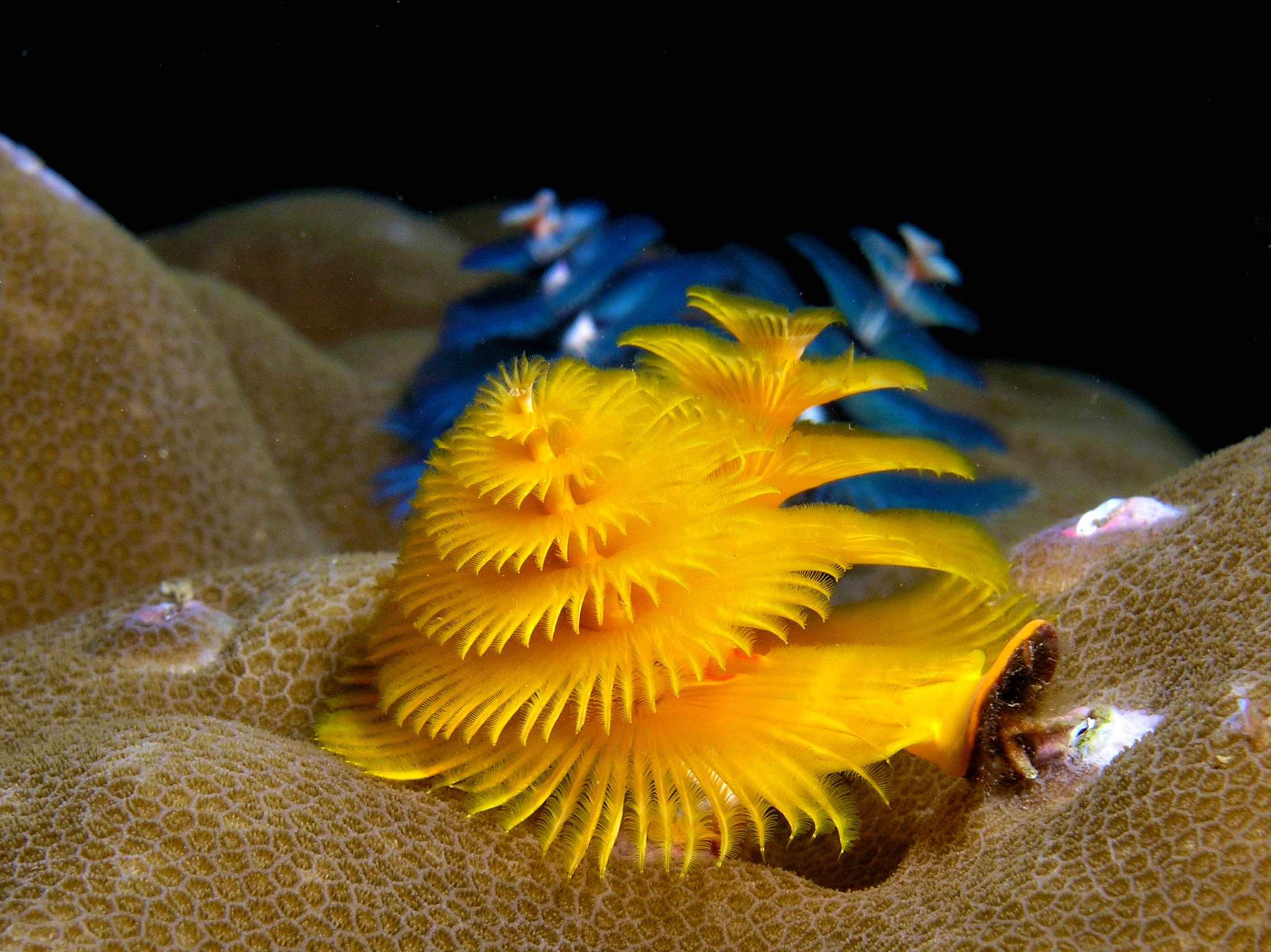
Žlutá barevná varianta rournatce

Červ se vyskytuje v celé škále barev, např. ve žluté, oranžové, bílé, namodralé. Dorůstá velikosti okolo 3,8 cm. Červ je snadno rozpoznatelný pro svůj atypický tvar. Pro své výrazné zbarvení často jako maskování vyhledávají oblasti barevných korálů, kde splývají s pozadím. V případě ohrožení dokáží stáhnout roztřepené části těla a po chvíli opět rozvinout.

## Výskyt
Rournatci se vyskytují celosvětově v oceánech v oblastech tropických vod.

## Potrava
Své rozvětvené zakončení těla využívá pro pasivní přijímání potravy v podobě volně se vznášejících drobných organismů a planktonu.